# Rayo Rojo
Rayo Rojo fue una revista de historietas publicada entre 1948 y 1965 en la Argentina por la editorial Abril y luego editorial Yago.

## Trayectoria
Rayo Rojo incluyó, en sus primeros números:
| Números | Años                 | Título             | Guionista            | Dibujante                   |
| ------- | -------------------- | ------------------ | -------------------- | --------------------------- |
| 1-      | 1949                 | Colt el Justiciero | Gian Luigi Bonelli   | Aurelio Galleppini          |
|         | 1954                 | Kent Russell       | Julio Almada         | Ivo Pavone                  |
|         | 1954-1957            | Tierra del Fuego   | Alberto Ongaro       | Carlos Vogt                 |
|         | 1954                 | Legión extranjera  | Alberto Ongaro       | Hugo Pratt                  |
|         | 1955-1958            | Marck Cabot        | Alberto Ongaro       | Carlos Vogt                 |
| 297-314 | 13/6/1955-10/10/1955 | Uma-Uma            | Héctor G. Oesterheld | Francisco Solano López      |
| 297-432 | 13/8/1955-3/3/1958   | El Indio Suárez    | Héctor G. Oesterheld | Carlos Freixas, Carlos Cruz |

Desde 1962, fue editada por Editorial Yago:
| Números | Fecha             | Título     | Guionista        | Dibujante                           |
| ------- | ----------------- | ---------- | ---------------- | ----------------------------------- |
| 658-733 | 30/06/1962-1/1964 | Lord Pampa | H. G. Oesterheld | Francisco Solano López, José del Bó |